# Fermín López Marín
Fermín López Marín (El Campillo, província de Huelva, 11 de maig de 2003), més conegut futbolísticament com a Fermín López, és un futbolista andalús que juga com a migcampista al Futbol Club Barcelona. És internacional amb la selecció espanyola.

## Trajectòria esportiva

### Primers anys
Nascut a El Campillo, Huelva, Fermín és un jugador format al planter del Campillo fins al 2011 i més tard, a les categories inferiors del Recreativo de Huelva la temporada 2011-12 i del Real Betis Balompié des del 2012 al 2016, en les primeres etapes de formació.

### FC Barcelona
La temporada 2016-17, Fermín va arribar a La Masia per incorporar-se a l'Infantil "A" del FC Barcelona i va anar cremant etapes fins que la temporada 2021-22 va formar part del Juvenil "A" amb què va aconseguir el doblet de Lliga Divisió de Honor i Copa de Campions.
Un cop tancada l'etapa formativa, el 2022 va renovar el contracte amb el FC Barcelona per dues temporades, fins al 2024.
El 18 d'agost del 2022 va ser cedit al Linares Deportivo de la Primera Federació espanyola.

#### Temporada 2023–24: debut al primer equip
Va tornar al Barça per jugar al primer equip la temporada següent, quan Xavi se'l va emportar a la gira de pretemporada pels Estats Units de juliol del 2023 on va brillar, especialment en el moment en què va marcar un gol al Reial Madrid. Després del partit, Xavi va confirmar que Fermín es quedaria amb el primer equip per a la temporada 2023-24.
El 27 d'agost de 2023, López va debutar a La Lliga amb el Barça en una victòria a domicili per 4-3 contra el Vila-real CF. Dos dies després, va signar un nou contracte al club fins al 30 de juny de 2027, amb una clàusula de rescissió de 400 milions d'euros. López va debutar a la Lliga de Campions de la UEFA el 19 de setembre de 2023, sortint de la banqueta per substituir Gavi al minut 58 d'una victòria a casa per 5-0 contra el Royal Antwerp FC a la fase de grups de la Lliga de Campions de la UEFA 2023–24. Una setmana més tard, en un partit fora de casa contra el RCD Mallorca, va marcar el seu primer gol amb el Barça i el primer gol a la Lliga: després d'entrar com a suplent al minut 64, amb l'equip perdent 2–1, va marcar l'empat al minut 75, situant el marcador final en 2–2.
El 25 d'octubre de 2023, López va marcar un gol en el seu primer partit com a titular a la Lliga de Campions en una victòria per 2-1 contra el FC Xakhtar Donetsk, i va ser nomenat jugador del partit.

#### Temporada 2024–25: Renovació de contracte
El 31 d'octubre de 2024, López va ampliar el seu contracte amb el Barça fins al 2029, amb una clàusula de rescissió de 500 milions d'euros. Més tard aquell mateix any, el 6 de novembre, va marcar en una victòria per 5-2 fora de casa contra l'Estrella Roja de Belgrad a la Lliga de Campions de la UEFA 2024-25. El 26 de gener de 2025 va ser escollit millor jugador del partit en la golejada del Barça contra el València, partit en què  va participar en quatre dels set gols del Barça amb un doblet i dues assistències, i es va convertir així en el jugador més jove de la història del club a aconseguir-ho.

## Internacional
El 5 de juny de 2024 debutà amb la selecció espanyola en un partit amistós disputat contra la selecció andorrana de futbol a l'entrar al terreny de joc al minut 70 substituïnt Pedri.

## Estil de joc
Fermín és un migcampista central esquerrà i enèrgic, que també té la versatilitat de jugar com a migcampista ofensiu i extrem. És molt tècnic, es mou bé amb la pilota, sap aprofitar els espais i és productiu amb gols i assistències.

## Estadístiques
A l'últim partit jugat el 9 de febrer de 2025 
| Club            | Temporada     | Lliga         | Lliga | Lliga | Copa del Rei | Copa del Rei | Europa | Europa | Altres | Altres | Total | Total |
| Club            | Temporada     | Divisió       | Part. | Gols  | Part.        | Gols         | Part.  | Gols   | Part.  | Gols   | Part. | Gols  |
| --------------- | ------------- | ------------- | ----- | ----- | ------------ | ------------ | ------ | ------ | ------ | ------ | ----- | ----- |
| FC Barcelona B  | 2022–23       | 1a Federació  | 0     | 0     | —            | —            | —      | —      | —      | —      | 0     | 0     |
| FC Barcelona B  | 2023–24       | 1a Federació  | 1     | 0     | —            | —            | —      | —      | —      | —      | 1     | 0     |
| FC Barcelona B  | Total         | Total         | 1     | 0     | —            | —            | —      | —      | —      | —      | 1     | 0     |
| Linares (cedit) | 2022–23       | 1a Federació  | 37    | 12    | 3            | 0            | —      | —      | —      | —      | 40    | 12    |
| FC Barcelona    | 2023–24       | La Lliga      | 31    | 8     | 2            | 1            | 8      | 2      | 1      | 0      | 42    | 11    |
| FC Barcelona    | 2024–25       | La Lliga      | 15    | 3     | 3            | 1            | 6      | 1      | 1      | 0      | 25    | 5     |
| FC Barcelona    | Total         | Total         | 46    | 11    | 5            | 2            | 14     | 3      | 2      | 0      | 67    | 16    |
| Total carrera   | Total carrera | Total carrera | 83    | 23    | 8            | 2            | 14     | 3      | 2      | 0      | 107   | 28    |

1. 1 2  Partits a la Lliga de Campions de la UEFA
2. 1 2  Partits a la Supercopa d'Espanya

## Palmarès
FC Barcelona
- 1 Supercopa d'Espanya: 2025[19]
- 1 Copa del Rei: 2024–25[20][21]
- 1 Lliga espanyola: 2024-25

Selecció espanyola
- 1 Eurocopa: 2024[22]
- 1 Medalla d'or en els Jocs Olímpics: 2024[23]